# Raymond H. Burke

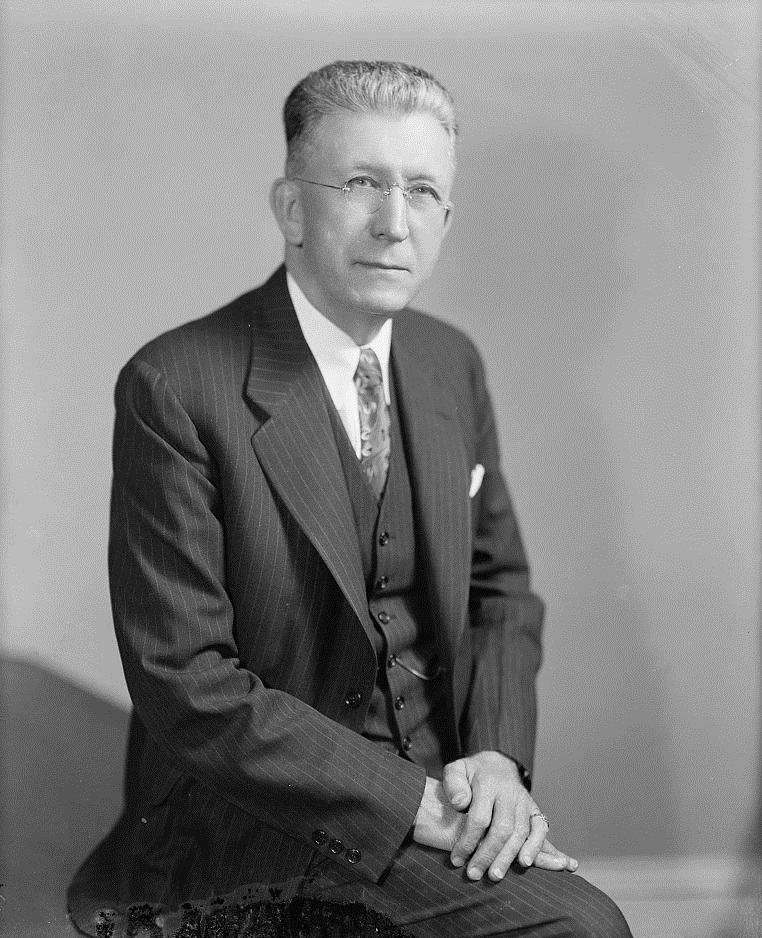
Raymond H. Burke

Raymond Hugh Burke (* 4. November 1881 in Nicholsville, Clermont County, Ohio; † 18. August 1954 in Hamilton, Ohio) war ein US-amerikanischer Politiker. Zwischen 1947 und 1949 vertrat er den Bundesstaat Ohio im US-Repräsentantenhaus.

## Werdegang
Raymond Burke besuchte die Jackson School. Danach arbeitete er auf einer Farm und bei der Stadtverwaltung, während er gleichzeitig als Lehrer ausgebildet wurde. In den Jahren 1899 und 1900 war er Lehrer an der Pendleton School in der Nähe von Point Pleasant. Danach setzte er seine eigene Ausbildung zwischen 1900 und 1905 an der Oberlin Academy und dem Oberlin College fort. Im Jahr 1906 absolvierte er die University of Chicago. Von 1906 bis 1915 gehörte er dem Lehrkörper der Miami University in Oxford an. Seine Fächer waren Geographie, Geologie und Musik. Zwischen 1918 und 1923 arbeitete er als Personalmanager. Danach war er bis 1926 für die Finanzen einer Automobilagentur zuständig. Von 1926 bis 1954 war er als Special Representative für eine Versicherungsgesellschaft tätig. Politisch wurde er Mitglied der Republikanischen Partei. Zwischen 1928 und 1940 war er Bürgermeister der Stadt Hamilton; von 1942 bis 1946 gehörte er dem Senat von Ohio an.
Bei den Kongresswahlen des Jahres 1946 wurde Burke im dritten Wahlbezirk von Ohio in das US-Repräsentantenhaus in Washington, D.C. gewählt, wo er am 3. Januar 1947 die Nachfolge des Demokraten Edward Joseph Gardner antrat. Da er im Jahr 1948 nicht bestätigt wurde, konnte er bis zum 3. Januar 1949 nur eine Legislaturperiode im Kongress absolvieren. Er war Mitglied im Ausschuss für die Handelsmarine und die Fischerei. Während seiner Zeit im Kongress begann der Kalte Krieg.
Nach dem Ende seiner Zeit im US-Repräsentantenhaus arbeitete Raymond Burke weiter in der Versicherungsbranche. In den Jahren 1949 und 1950 hielt er Vorlesungen an der Miami University. Er starb am 18. August 1954 in Hamilton, wo er auch beigesetzt wurde.